# Distretto di Nizamabad
Nizamabad è un distretto dell'India di 2 342 803 abitanti. Capoluogo del distretto è Nizamabad.